# 宮下美恵
宮下 美恵（みやした みえ、1980年5月19日 - ）は、日本の女性モデル、ライフスタイルプロデューサー。身長154センチメートル。血液型O型。東京都足立区出身。
『egg〔エッグ〕』を全盛期から支えたモデルで、過去にはモデル業と共にライフスタイルプロデューサーとして、FM FUJIにてパーソナリティをつとめ、雑誌『saita』、『nina's』では子育てに関する連載も行っていた。
3児の母。2020年4月に三女出産も難病で入院。緑が好き。2012年4月から新創刊の雑誌『MaMa Cawa〔ママカワ〕』のメインモデルとなっている。

## 人物・来歴
父親が千葉県出身。7歳下の妹がいる。
池袋の高校に通っていた1996年、女性向けストリートファッション誌『egg』にて読者モデルとしてデビュー。当時、ALBA ROSA（アルバローザ） 、ROXYなどを流行らせた第一人者。
1996年から2002年まで『egg』で読者モデルとして活動していた。このときに、同年代のガングロ読者モデルだった、柾川恵（当時のニックネームは、まさめぐ。現在はMEGBABYという芸名で活動中））と出会い、今でも交流がある。当時、スーパー高校生の爆発的ブームに乗り、雑誌、TVなどから多数取材を受け、カリスマモデル達が今でも多く通う美容室「ISM（イズム）」を流行らせた。
『egg』時代に他のモデルよりも太っていたため、水着は椅子に座ってお腹を隠すようなスタンスをしていた。「痩せているだけがギャルではない」という読者にも希望を与えた。
結婚と出産をきっかけに2002年をもってモデル活動を休止。2児の母となったが、2010年の暮れに刊行された、『小悪魔ageha』と『Happie nuts〔ハピーナッツ〕』と『I LOVE mama〔アイラブママ〕』の合同増刊号『お姉さんになった!!! 小悪魔ageha×Happie nuts×I Love mama』で8年ぶりに復帰。荒木さやかや難波サキ、けいこなどの面々とともに誌面を飾った。
さらに2012年の半ばに『MaMa Cawa〔ママカワ〕』が創刊するとさっそく第一号に登場。同じく子持ちの桃華絵里ならびに板橋瑠美とともに表紙を飾るに至っている。

## 出演

### 雑誌
- egg - 専属モデル（2002年卒業）
- 姉ageha（お姉さんになった!!!）
- GLia
- Neko Mon
- I LOVE mama
- おはよう奥さん
- すてきな奥さん
- nina's - 連載「宮下美恵の良妻賢母道」
- saita - 連載「宮下美恵の子育てカフェ」

### テレビ番組
- たけしのニッポンのミカタ!（テレビ東京、2011年11月）
- 有吉ジャポン（TBSテレビ、2013年11月1日）

### ラジオ
- 宮下美恵のLIFESTYLE REQUEST（FM FUJI TOKYO 78.6MHz / KOFU 83.0MHz、2011年7月- ）

### ネット放送
- ニコジョッキー（ニコニコ動画、2013年11月27日）